# Hullukodu, Tirthahalli
Hullukodu là một làng thuộc tehsil Tirthahalli, huyện Shimoga, bang Karnataka, Ấn Độ.